# Karácsonyi ének (regény)
A Karácsonyi ének (eredetileg angolul: A Christmas Carol. In Prose. Being a Ghost Story of Christmas) Charles Dickens angol író regénye, amit először 1843-ban adott ki a Chapman and Hall London városában. Az eredeti könyvet John Leech illusztrálta. A Karácsonyi ének egy idős uzsorás, Ebenezer Scrooge történetét meséli el, akit meglátogat korábbi üzlettársa, Jacob Marley szelleme, majd a múlt, a jelen és az eljövendő karácsony szellemei is látogatást tesznek nála. Megjelenésük után Scrooge kedvesebb, szelídebb emberré válik.
Dickens egy olyan időszakban írta ezt a regényt, amikor a britek feltárták és újraértékelték a múlt karácsonyi hagyományait. A regény írása közben hatással voltak rá saját gyermekkori emlékei, valamint más írók karácsonyi történetei, köztük Washington Irving, valamint Douglas Jerrold irományai. Az író három karácsony témájú könyvet írt a novella előtt, a Field Lane Ragged School nevű iskolában tett látogatása ihlette meg. A történet fő témái a szegényekkel való bánásmód, valamint az önző ember azon képessége, hogy megváltozzon, és egy kedvesebb, szelídebb személlyé változzon. 
1843. december 19-én jelent meg, az első kiadás már ugyanezen a napon este elfogyott; 1844 végére 13 kiadás jelent meg. A legtöbb kritikus kedvezően értékelte a regényt. A történetet 1844 januárjában illegálisan lemásolták, emiatt Dickens jogi lépéseket tett a kiadók ellen, akik emiatt csődbe mentek. A következő években négy másik karácsonyról szóló történetet írt. Az író 1849-ben elkezdte a regény nyilvános felolvasását, ami annyira sikeresnek bizonyult, 1870-ig, halálának évéig további 127 előadásra vállalkozott. A novellát több nyelvre is lefordították, Magyarországon 1846-ban jelent meg. A történetet sokszor megfilmesítették, operát is rendeztek belőle.  
A regény megragadta a karácsonyi ünnep viktoriánus időszakában történt újjászületésének korszellemét. Dickens elismerte a karácsony nyugati ünneplésének szokásait, később az ünnep számos aspektusa is megjelent a műben, beleértve a családi összejöveteleket, a szezonális ételeket, italokat, a táncot, a játékokat, valamint az ünnepi nagylelkűséget.

## Történet
A történet öt fejezetre oszlik. Dickens ezeket ''verseknek'' nevezte.

### 1. vers

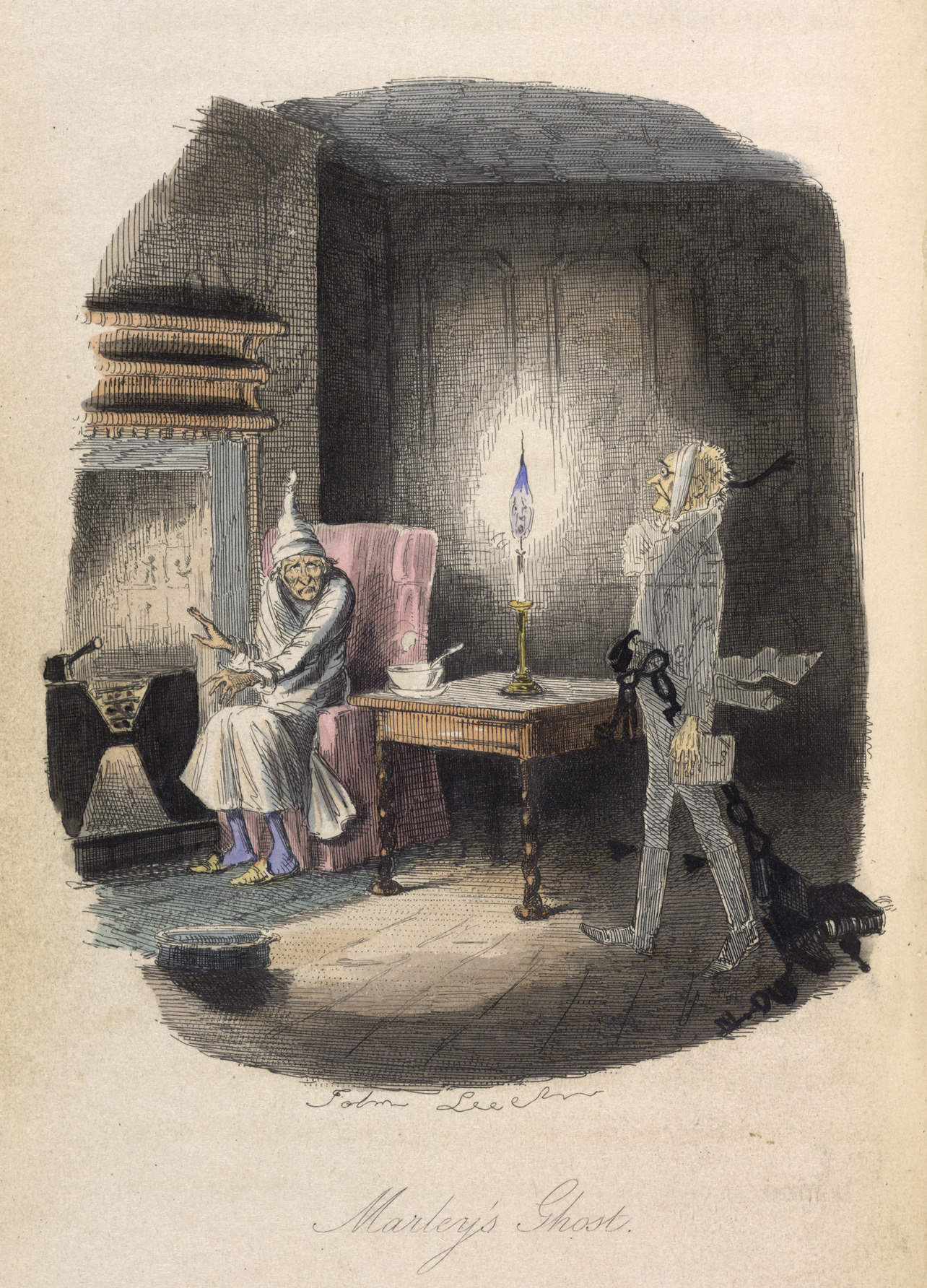
John Leech eredeti illusztrációja Marley szelleméről (1843)

A történet egy sivár, hideg karácsony estén kezdődik Londonban, pontosan hét évvel Scrooge üzlettársának, Jacob Marleynak a halála után. Ebenezer Scrooge egy fösvény, lelketlen üzletember, aki nem szereti a karácsonyt, és visszautasítja unokaöccsétől, Fredtől a vacsorameghívást, továbbá elküld még két férfit, akik azt kérik, adományozzon, hogy élelmet és fűtést biztosítsanak a szegényebbeknek. Bob Cratchitnek, az alulfizetett, túlterhelt hivatalnokának pedig alig enged szabadnapot karácsonyra. 
Azon az éjszakán Scrooge otthonában megjelenik halott üzlettársának, Marleynak a szelleme, aki lánccal, valamint ládákkal körbetekerve járja a Földet. Marley elmondja neki, hogy egyetlen esélye van, hogy ne jusson ilyen sorsra, mint ő: három szellem fogja meglátogatni, és vagy hallgat rájuk, és jobb emberré válik, vagy halála után átkozott lesz, és sokkal nehezebb láncokat kell majd viselnie.

### 2. vers
Az első szellem, a múlt karácsonyok szelleme elviszi Scrooge-ot gyermekkorának karácsonyi jeleneteihez, emlékeztetve azokra az időkre, amikor még kedvesebb volt. A jelenetek bemutatják Scrooge magányos gyermekkorát a bentlakásos iskolában, kapcsolatát szeretett nővérével, majd megmutat egy karácsonyi partit, amelyet első munkaadója Mr. Fezziwig rendezett. Scrooge elhagyott menyasszonya, Isabel véget vetett kapcsolatuknak, mert úgy gondolta, soha nem fogja úgy szeretni, mint a pénzt. Végül meglátják a már házas asszonyt nagy, boldog családjával. Amint Scrooge meghallja Isabel leírását arról a férfiról, akivé vált, követeli, hogy a szellem vigye el a házból.

### 3. vers
A második szellem, a jelen karácsony szelleme, aki megjelenésében a Mikulást idézi, elviszi Scrooge-ot egy vidám piacra, ahol az emberek a karácsonyi vacsora kellékeit vásárolják. Ezután megmutatja neki Bob Cratchit családi lakomáját, ami a nagy szegénység ellenére is boldogan telik. Scrooge megismeri Bob legkisebb fiát, Timet, egy boldog, de súlyosan beteg fiút. A szellem tájékoztatja Scrooge-ot, hogyha az események így mennek tovább, Tim meghal. Ezután karácsonyi ünnepségekre utaznak, ahol egy bányászházban, egy világítótoronyban, és egy hajón tartanak partit. Scrooge és a szellem végül még elutaznak Fred karácsonyi ünnepségére. Eltűnése előtt megmutat Scrooge-nak két lesoványodott gyereket, majd azt mondja, hogy óvakodjon tőlük. 

### 4. vers

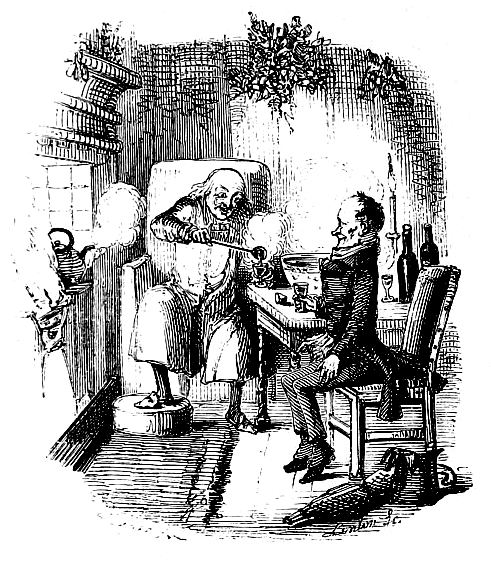
Bob Cratchit és Ebenezer Scrooge ünneplik a karácsonyt (John Leech eredeti illusztrációja, 1843)

A harmadik szellem a jövő karácsony szelleme. Ez a kísértet nem beszél, és megjelenése is sokkal rémisztőbb, a kaszásra emlékeztet. A szellem egy jövőbeli karácsonyi napot mutat meg Scrooge-nak. A néma szellem jeleneteket tár fel egy ellenszenves férfi halálával kapcsolatban. A temetésen csak helyi üzletemberek vesznek részt, azzal a feltétellel, hogy ebédet biztosítanak. A takarítónője, valamint a helyi temetkezési vállalkozó ellopja a vagyonát, hogy aztán eladják. Amikor Scrooge arra kéri a szellemet, hogy mutasson egy olyan személyt, aki gyászolja, akkor csak azt látja, hogy pár szegény ember örül, mert az illető halála több időt ad a pénzügyeik rendbetételére. Ezután a szellem megmutatja, hogy Bob Cratchit és családja gyászolja Timet, majd felfedi, hogy a senki által nem szeretett halott valójában maga Scrooge. A férfi zokogva megfogadja hogy megváltozik, és jobb emberré válik.

### 5. vers
Scrooge karácsony reggelén megváltozott emberként ébred. Nagy adományt ajándékoz annak a szervezetnek, amelyet elutasított, névtelenül küld egy pulykát Cratchit otthonába, a délutánt pedig Fred családjával tölti. Másnap fizetésemelést ad Cratchitnek, majd Tim második apja lesz. Innentől kezdve Scrooge mindenkivel kedvesen és nagylelkűen, együttérzéssel bánik, megtestesítve a karácsony szellemét.

## Háttér

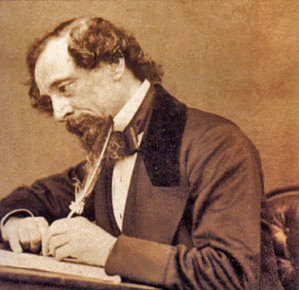
Charles Dickens 1844-ben írta A Karácsonyi ének című művét

Charles Dickens egy középosztálybeli családban született. Apja, John Dickens költekező természete miatt a családja anyagi nehézségek közé került. 1824-ben édesapját a marshalsea-i börtönbe helyezték Londonban. A 12 éves Dickens kénytelen volt zálogba adni könyvgyűjteményét, otthagyni az iskolát. Egy piszkos és patkányokkal teli cipőfényező gyárban dolgozott. A körülmények változása adta neki azt, amit életrajzírója, Michael Salter ''mély személyes és társadalmi felháborodásként'' ír le, és ez nagymértékben befolyásolta írásait és szemléletét.
1842 végére Dickens jól ismert íróvá vált: hat jelentős művet, valamint számos novellát, regényt és egyéb művet írt. Ugyanebben az évben december 31-én havi sorozatként megjelent a Martin Chuzzlewit című regénye, amely az író kedvenc műve lett, de a kevés bevétel miatt pénzügyi problémákkal kellett szembenéznie.
A karácsonyi szezon megünneplése egyre népszerűbb volt a viktoriánus korban. A karácsonyfa a 18. században vált ismertté Nagy-Britanniában, használatát Viktória királynő és Albert herceg is népszerűsítette, emiatt sok otthonban állítottak fát. A 19. század elején a karácsonyi dalok újra jelentős szerepet töltöttek be, többek között David Gilberttől megjelent a Some Ancient Christmas Carols, With the Tunes to Which They Were Formerly Sung in the West of England című mű 1823-ban, valamint William Sandys Christmas Carols, Ancient and Modern nevű könyve 1833-ban.

## Magyar kiadások

### 1919-ig
- Boz Károly: Karácson-éj. Kísértetes beszély; fordította: Nagy Péter; Tilsch–Heckenast, Kolozsvár, 1846
- Karácsoni ének prózában, lévén voltakép egy karácsoni kísértetes beszély; fordította: Belényesi Gábor; Franklin, Budapest, 1875 (Olcsó könyvtár)
- Boz Dickens Károly: Az elátkozott. Karácsonyi rege; fordította: Mutschenbacher Gyula; Winter Ny., Nagyszombat, 1894
- Karácsony. Drámai látványosság. Dickens Károly elbeszélése nyomán írta Boz; Lampel, Budapest, 1902 (Fővárosi színházak műsora)
- Nehéz idők / Karácsonyi ének; fordította: Mikes Lajos; Révai, Budapest, 1908 (Klasszikus regénytár)
- Karácsonyi ének; fordította: Haraszti Zoltán; Légrády Ny., Budapest, 1917
- Karácsonyi ének prózában; fordította: Salgó Ernő; Athenaeum, Budapest, 1919

### 1920–1944
- Karácsonyi ének prózában, vagyis Karácsonyi kísértet-história; fordította: Benedek Marcell; Ifjúsági, Budapest, 1921
- Karácsonyi történetek; fordította: Karinthy Frigyes, Dobosi Pécsi Mária, bev. Sztrokay Kálmán; Gutenberg, Budapest, 1928 (A Gutenberg Könyvkiadó Vállalat könyvei)
- Karácsonyi történetek, 1-3.; fordította: Pogány Kázmér, Fekete Oszkár; Christensen, Budapest, 193? (Dickens művei)
- Krizsovánszky Ádámnéː Karácsonyi álom. Dickens nyomán. A kísértet; Ifjú Erdély, Kolozsvár, 1942
- Karácsonyi ének; fordította: Szirmai Józsefné; Opál, Budapest, 1943 (Opál könyvek)
- Karácsonyi ének. Kísérteties karácsonyi történet; fordította: H. László Éva, bev. Kárpáti Aurél; Officina, Budapest, 1943

### 1945–1989
- Karácsonyi ének / Harangszó; fordította: Benedek Marcell, Szinnai Tivadar, utószó: Szinnai Tivadar; Szépirodalmi, Budapest, 1956 (Olcsó könyvtár)
- Karácsonyi történetek; fordította: Benedek Marcell, Szinnai Tivadar, Geréb Béláné, utószó: Geréb Béláné; Magyar Helikon, Budapest, 1958
- Karácsonyi ének. Karácsonyi kísértet-história; fordította: Benedek Marcell; Magyar Helikon, Budapest, 1976

### 1990–
- Walt Disney: Karácsonyi ének; Charles Dickens alapján, fordította: Gaál Eszter; Egmont Hungary, Budapest, 1993
- Karácsonyi ének / Tücsök szól a tűzhelyen; fordította: Benedek Marcell; Édesvíz, Budapest, 1997 (Aranyág)
- Karácsonyi ének prózában, avagy Karácsonyi kísértethistória; fordította: Barkóczi András, Európa, Budapest, 2004 (Európa diákkönyvtár)
- Karácsonyi ének. Karácsonyi kísértethistória; fordította: Rindó Klára, Szabados Tamás; Könyvmolyképző, Szeged, 2009
- Twist Olivér / Karácsonyi ének; újramesélte Nógrádi Gergely; Petepite, Budapest, 2009 (Klasszikusok újramesélve)
- Karácsonyi ének; fordította: Benedek Marcell, átdolg. Varga Károly, dramatizált változat Tankó Veronika-Zita; Corvin, Déva, 2010
- Karácsonyi ének; Charles Dickens alapján, átdolg. Scott McCullar, fordította: Németh Dorottya, Diószegi Dorottya; Ventus Libro, Budapest, 2010 (Klasszikusok képregényben)
- Karácsonyi ének. Prózában elbeszélve. Karácsonyi kísértettörténet; fordította: Illés Róbert; Helikon, Budapest, 2015 (Helikon zsebkönyvek)
- László Noémiː Karácsonyi ének; Charles Dickens nyomán; rajz Szimonidesz Hajnalka; Holnap, Budapest, 2017
- Karácsonyi történetek / Karácsonyi ének / Harangszó / Házi tücsök / Az élet csatája / A szellem embere és az árnnyal kötött alku; fordította: Barkóczi András, N. Kiss Zsuzsa; Európa, Budapest, 2017

## Feldolgozások
- A regényt számos alkalommal megfilmesítették, és más formában is feldolgozták (bábfilm a Muppet Show figuráival, rajzfilmek).
- Scrooge jellegzetes lenéző mondását, a "Bah, humbug"-ot számos filmben kiparodizálják. Mint a Shrekből az angyalban mondja Szamár Shrekre, hogy Ebenezer Shrek, mert Shrek nem szereti a karácsonyt, Shrek pedig elkiáltja magát: „And a Bah, humbug to you!” (Neked pedig Bah humbugot!)
- A Kacsamesék főszereplője, Dagobert bácsi eredeti nevét – Scrooge McDuck – ebből a regényből kapta. A regénynek létezik feldolgozása a kacsamesék szereplőivel is
- 1999-ben készült egy egész estés tévéfilm a műből. A filmben Scrooge - ot Patrick Stewart, Bob Cratchitet pedig Richard E. Grant alakította.
- 2009-ben a regény kapott egy mozivásznon vetített animációs filmfeldolgozást, melyet Robert Zemeckis rendezett, a fösvény Scrooge-ot pedig Jim Carrey alakítja.
- A regény ifjúsági változata 2009-ben Nógrádi Gergely Klasszikusok újramesélve sorozatában is megjelent a Twist Olivér című regénnyel egy kötetben.[8]
- 2012. november 23-án mutatta be a budapesti Pinceszínház Charles Dickens Karácsonyi ének című művét Jordán Tamás főszereplésével, Soós Péter rendezésében.
- A regény modern környezetbe helyezett, részben vígjátéki feldolgozása a Szellemes karácsony, Bill Murray főszereplésével.
- Tolcsvay László - Müller Péter Sziámi: Isten pénze (musical).